# 小行星2569
小行星2569（2569 Madeline）是一颗围绕太阳公转的小行星。1980年6月18日，愛德華·鮑威爾在可可尼诺县发现了此天体。
該小行星以英國詩人約翰·濟慈的詩作《聖艾格尼絲之夜》中的女主角瑪德琳（Madeline）命名。
这颗小行星的绝对星等为313.2063088809638等。